# Lista de episódios de Itazura na Kiss
Esta é a lista de episódios do anime Itazura na Kiss.

## Episódios
| #  | Título | Exibição original      |
| -- | --- | ---------------------- |
| 01 | "Travessura do Destino" "Unmei no Itazura" (運命のイタズラ)                                                   | 4 de abril de 2008     |
|    | |                        |
| 02 | "Vivermos Juntos É Perigoso" "Abunai Doukyo Seikatsu" (アブない同居生活)                                      | 9 de abril de 2008     |
|    | |                        |
| 03 | "Toque de Amor do Bastão" "Koi no batontacchi" (恋のバトンタッチ)                                             | 16 de abril de 2008    |
|    | |                        |
| 04 | "Excitantes Férias de Verão" "Dokki doki na natsuyasumi" (ドッキドキな夏休み)                                 | 23 de abril de 2008    |
|    | |                        |
| 05 | "O Momento Crucial! A Batalha de Inverno da Classe F" "Gakeppuchi! F Gumi Fuyu no Jin" (ガケっぷち!F組冬の陣) | 30 de abril de 2008    |
|    | |                        |
| 06 | "Chocolates, Exames e o Desastre" "Choco to Juken to Ekibyougami" (チョコと受験と疫病神)                      | 7 de maio de 2008      |
|    | |                        |
| 07 | "Beijo Rancoroso" "Ijiwaru na KISS" (イジワルなKiss)                                                          | 14 de maio de 2008     |
|    | |                        |
| 08 | "A Vida no Campus Que Tanto Esperei?!" "Akogare no kyanpasu raifu!?" (憧れのキャンパスライフ!?)               | 21 de maio de 2008     |
|    | |                        |
| 09 | "Espiando um Encontro!" "Deeto o nerae!" (デートをねらえ!)                                                    | 28 de maio de 2008     |
|    | |                        |
| 10 | "Adeus, Dia Chuvoso" "Sayonara reinii·dei" (さよならレイニー·デイ)                                            | 4 de junho de 2008     |
|    | |                        |
| 11 | "Beijo, Beijo, Beijo, Em Um Sonho" "Yume de kiss·Kiss·Kiss" (夢でkiss·Kiss·Kiss)                              | 11 de junho de 2008    |
|    | |                        |
| 12 | "Corações Que Não Combinam" "Surechigau haato tachi" (すれ違うハートたち)                                     | 25 de junho de 2008    |
|    | |                        |
| 13 | "Período do Amor" "Koi no piriodo" (恋のピリオド)                                                             | 2 de julho de 2008     |
|    | |                        |
| 14 | "O Melhor Beijo" "Saikyou no Kiss" (最強のKiss)                                                               | 9 de julho de 2008     |
|    | |                        |
| 15 | "Pânico na Lua de Mel" "Hanemuun·Panikku!" (ハネムンパンイク)                                                 | 16 de julho de 2008    |
|    | |                        |
| 16 | "Perseguindo a Felicidade" "Oikake te happi nesu" (追いかけてハピネス)                                        | 23 de julho de 2008    |
|    | |                        |
| 17 | "Invejável Rosto Novo" "Netama re sou na NEW feisu" (ねたまれそうなNEWフェイス)                               | 2 de agosto de 2008    |
|    | |                        |
| 18 | "Triângulo Mau-humorado" "Fukigen na toraianguru" (不機嫌なトライアングル)                                    | 9 de agosto de 2008    |
|    | |                        |
| 19 | "Louco por Você" "Crazy For You"                                                                              | 16 de agosto de 2008   |
|    | |                        |
| 20 | "A Promessa do Rouxinol" "Naichingeeru no chikai" (ナイチンゲールの誓い)                                      | 23 de agosto de 2008   |
|    | |                        |
| 21 | "O Garoto de Vidro" "Garasu no shōnen" (ガラスの少年)                                                         | 30 de agosto de 2008   |
|    | |                        |
| 22 | "O Melhor Presente" "Saikou no purezento" (最高のプレゼント)                                                  | 3 de setembro de 2008  |
|    | |                        |
| 23 | "Você, Ao Redor de Mim" "Kimi, meguru, boku" (キミ、メグル、ボク)                                             | 11 de setembro de 2008 |
|    | |                        |
| 24 | "Feliz Carnaval de Amor" "Happii Rabu Kaanibaru" (ハッピー·ラブ·カーニバル)                                   | 18 de setembro de 2008 |
|    | |                        |
| 25 | "Olá, De Novo" "Haroo Agein" (ハロー·アゲイン)                                                                | 25 de setembro de 2008 |
|    | |                        |